# Die lustigen Vagabunden (1963)
Die lustigen Vagabunden ist ein österreichischer Schlagerfilm von Kurt Nachmann aus dem Jahr 1963. In Deutschland lief er unter dem Titel Das haben die Mädchen gern. In den Hauptrollen sind Ann Smyrner, Peter Kraus und Lill-Babs besetzt, in tragenden Rollen Peter Vogel, Gus Backus und Kurt Großkurth.

## Handlung
Den amerikanischen Millionärssohn Peter Monk, genannt Pitt, interessiert Geld nicht sonderlich. Spielschulden nimmt er nicht tragisch, reagiert jedoch empfindlich, als ein Casinobesitzer ihm vorwirft, doch nur so oberflächlich zu denken, weil er das Geld seines Vaters als Sicherheit hat. Spontan wettet Pitt mit ihm, ohne Geld in einer Woche von Monte Carlo nach Sankt Georgenberg in Kärnten zu kommen, wo eine Hoteleröffnung stattfinden soll. Als Wetteinsatz gelten Pitts Spielschulden, die entweder erlassen oder verdoppelt werden. Pitt wird ein Vertrauter seines Vaters, Peter Werner, zu Seite gestellt. Gemeinsam machen sie sich per Wagen auf den Weg.
Bei der Wette war auch die Klatschreporterin Sybilla anwesend, die nun die Inhaberin der Mädchenpension Petitpierre, Viktoria, benachrichtigt, dass sie die Mädchen nicht auf eine Nordseereise begleiten kann, weil sie die Geschichte um Pitt mitverfolgen will. Die Mädchen wiederum hören, dass ein Millionärssohn inkognito nach Sankt Georgenberg reisen will. Sie planen, ihn auf der Reise abzufangen, soll doch wenigstens eine von ihnen einen Millionär heiraten. Auch zwei Gauner, die gerade ins Pensionat eingebrochen sind, wollen den Millionärssohn abfangen. Die Mädchen leiten den Nordseebus nach Italien um und treffen hier auf die Gauner, die unterwegs den Amerikaner Jerry Blackwell aufgelesen haben, den sie für Pitt halten. Sie reisen mit ihm zunächst zum Grafen Siebenthal und schließlich weiter nach Sankt Georgenberg, wo sie am Tag der Hoteleröffnung ankommen.
Pitt ist unterdessen mit Peter unterwegs. Das Auto streikt nach einer Weile und so machen sie nach einem Fußmarsch an einem Rastplatz halt. Peter testet für ein Pharmaunternehmen Pillen, die je nach Farbe verschiedene emotionale Eigenschaften verleihen. Er hat gerade die Pille genommen, die verführerisch macht, als am Rastplatz der Rennfahrer Maltazzi mit seiner Frau ankommt. Während Peter Maltazzis Frau umgarnt, repariert Pitt seinen Wagen und fährt mit ihm ein Wettrennen weiter, das er gewinnt. Peter hat unterdessen am Rastplatz die junge Britta kennengelernt, die im Pensionat Petitpierre lebt, jedoch nicht mit den anderen Mädchen nach Italien gefahren ist. Sie nimmt Peter und später auch Pitt mit. Britta verliebt sich in Peter, der aufgrund der Pillenwirkung immer noch sehr charmant ist. Als er eine neue Pille nimmt, die ihn ehrlich und rational werden lässt, reagiert Britta irritiert. An einer Tankstelle lässt sie die beiden Männer stehen und fährt davon. Pitt hat im Wagen seine Uhr vergessen. Britta sieht an der Gravur, dass sie es die ganze Zeit mit dem Millionärssohn zu tun gehabt hat – sie hält jedoch Peter für Pitt – und fährt zur Tankstelle zurück. Da haben sich Peter und Pitt jedoch bereits mit der Tankstellenangestellten Helga verabschiedet.
Peter, Pitt und Helga begeben sich nach Hellbrunn, wo Peter eine Pille nimmt, die Halluzinationen verursacht. So merkt er zwar, dass Britta zu ihm kommt und ihm erklärt, dass sie sie alle in Salzburg erwartet, glaubt beim Erwachen jedoch, alles sei nur ein Traum gewesen. Britta wartet in Salzburg vergeblich und fährt allein nach Sankt Georgenberg. Peter, Pitt und Helga kehren in einer Bar ein und verdingen sich als Personal. Sie versuchen, die Wirtin mit einer Charmepille dazu zu bringen, ihnen ihren Jeep zu borgen, doch sorgt der Bürgermeister dafür, dass alle drei als vermeintliche Diebe im Flugzeughangar eingesperrt werden. Hier können die drei ein Flugzeug startklar machen und nach Einnahme einer Mutpille losfliegen.
In Sankt Georgenberg finden die Paare zusammen. Jerry wird als falscher Peter entlarvt, hat jedoch unter den Mädchen in Lona eine gefunden, die ihn auch so liebt. Pitt soll nach dem Willen des Vaters mit der Brasilianerin Mina verheiratet werden, die sich jedoch in den Grafen Siebenthal verliebt. Pitt, Peter und Helga kommen auf die Minute genau im Hotel an, wo Britta die wahre Identität von Peter erfährt, ihn jedoch trotzdem zum Freund nimmt. Vater Monk stimmt am Ende einer Beziehung von Helga und Pitt zu, der wiederum von Maltazzi seinen ersten echten Job als Rennwagenkonstrukteur erhält.

## Produktion
Drehbuchautor Kurt Nachmann wurde von Karl Spiehs, der in diesem Film als Herstellungsleiter fungierte, zu seinem Regie-Debüt bewogen. Gegen den zeitgenössischen Trend, aktuelle Schlager in Schlagerfilme einzubauen, beauftragte Nachmann den Komponisten Werner Scharfenberger, für seinen Film völlig neue Songs zu schreiben.
Die lustigen Vagabunden wurde im Atelier Sievering sowie unter anderem in Salzburg und am Schloss Hellbrunn gedreht. Die Filmbauten stammten von Wolf Witzemann. Für die Choreografie war Gene Reed verantwortlich. Die Kostüme schuf Gerdago. Herstellungsleiter war Karl Spiehs. Der Film kam am 18. Januar 1963 in die österreichischen und am 24. Januar 1963 in die deutschen Kinos.
Im Film werden zahlreiche Schlager gesungen:
- Peter Kraus: Westernrose
- Peter Kraus: Uns're Reise fängt an (Karawan, Karawan)[3]
- Peter Kraus: Sonny boy - Sonny boy (weiß wo die Glücksgöttin wohnt)
- Mina: Fiesta Brasiliana
- Lil Babs: Holl-Dolly-Day
- Gus Backus (auch mit Paul Hörbiger): Der Mondschein an der Donau
- Gus Backus, Paul Hörbiger, Lil Babs und Peter Kraus: Das kleine Wunder vom großen Glück
- Peter Kraus und Gus Backus: Das haben die Mädchen gern
- Johnny Dorelli: Gitarra di Napoli
- Gus Backus: Schwarze Rose Rosemarie (singt im Film das Lied von Peter Kraus an)
- Peter Kraus: Der Mann im Mond (darauf singt Kraus ein Lied von Gus Backus an)
  - (Filmtext: „Wenn ich zum Beispiel der Peter Kraus wäre. Der wer? Das ist der“: fängt an wie Kraus zu singen Schwarze Rose, Rosemarie. Kraus ahmt daraufhin das Lied von Gus Backus Der Mann im Mond nach.)

## Kritik
Der film-dienst fasste den Film kurz als „Verwechslungen, Albernheiten, Schlagermusik am laufenden Band“ zusammen und nannte ihn „garantiert anspruchslose Teenager-Unterhaltung der frühen 60er Jahre“.